# Ōno (Fukui)
Ōno (大野市, Ōno-shi?) è una città giapponese della prefettura di Fukui.